# Actenoides regalis
Actenoides regalis е вид птица от семейство Alcedinidae. Видът е световно застрашен, със статут Уязвим.

## Разпространение
Разпространен е в Индонезия.